# Dolores Costello
Dolores Costello (Pittsburgh, 17 september 1903 - Fallbrook, 1 maart 1979) was een Amerikaans actrice die bekend was in de periode van de stomme film. Ze staat in de recente filmgeschiedenis voornamelijk bekend als moeder van John Drew Barrymore en grootmoeder van Drew Barrymore.

## Biografie
Costello werd als dochter van acteur Maurice Costello en actrice Mae Costello geboren. In 1909 begon ze samen met haar jongere zus Helene Costello een filmcarrière. Tot en met 1915 was Costello in verscheidene films te zien en groeide ze uit tot een bekende kindster.
Als volwassene maakte Costello carrière op Broadway. Dit resulteerde in een filmcontract bij Warner Bros. Pictures in 1925. In 1926 werd ze tegenover John Barrymore in The Sea Beast gecast. Na een affaire van twee jaar lang trouwde ze met hem in 1928. Costello werd populair bij het publiek. In 1926 werd ze uitgeroepen tot een van de WAMPAS Baby Stars, en later kreeg ze de bijnaam The Goddess of the Silver Screen. Ze was voornamelijk te zien in kostuumdrama's.
De overstap naar de geluidsfilm ging moeizaam voor Costello, omdat ze spraakproblemen had. Na de geboorte van haar zoon John Drew Barrymore in 1932 was haar filmcarrière niet meer het belangrijkst. Haar man ontwikkelde echter een verslaving aan alcohol, waarna ze in 1935 van hem scheidde. Hierna hervatte ze kort haar carrière. Haar laatste filmverschijning dateert uit 1943, een bijrol in This Is the Army.
Costello stierf in 1979 aan emfyseem. Later kreeg ze een ster op de Hollywood Walk of Fame.

## Filmografie
| - A Midsummer Night's Dream (1909) - The Telephone (1910) - Consuming Love (1911) - A Geranium (1911) - The Child Crusoes (1911) - His Sister's Children (1911) - A Reformed Santa Claus (1911) - A Thief in the Night (1911) - Captain Jenks' Dilemma (1912) - The Meeting of the Ways (1912) - For the Honor of the Family (1912) - She Never Knew (1912) - Lulu's Doctor (1912) - The Troublesome Step-Daughters (1912) - The Money Kings (1912) - A Juvenile Love Affair (1912) - Wanted... a Grandmother (1912) - Vultures and Doves (1912) - Her Grandchild (1912) - Captain Barnacle's Legacy (1912) - Bobby's Father (1912) - The Irony of Fate (1912) - The Toymaker (1912) - Ida's Christmas (1912) - A Birthday Gift (1913) - The Hindoo Charm (1913) - In the Shadow (1913) - Fellow Voyagers (1913) - Some Steamer Scooping (1914) - Etta of the Footlights (1914) - Too Much Burglar (1914) - The Evil Men Do (1915) | - The Glimpses of the Moon (1923) - Lawful Larceny (1923) - Greater Than a Crown (1925) - Bobbed Hair (1925) - Mannequin (1926) - The Sea Beast (1926) - Bride of the Storm (1926) - The Little Irish Girl (1926) - The Third Degree (1926) - When a Man Loves (1927) - A Million Bid (1927) - Old San Francisco (1927) - The Heart of Maryland (1927) - The College Widow (1927) - Tenderloin (1928) - Glorious Betsy (1928) - The Redeeming Sin (1928) - Noah's Ark (1928) - Glad Rag Doll (1929) - Madonna of Avenue A (1929) - Hearts in Exile (1929) - The Show of Shows (1929) - Second Choice (1930) - Expensive Women (1931) - Little Lord Fauntleroy (1936) - Yours for the Asking (1936) - The Beloved Brat (1938) - Breaking the Ice (1938) - King of the Turf (1939) - Whispering Enemies (1939) - Outside These Walls (1939) - The Magnificent Ambersons (1942) - This Is the Army (1943) |

- Bibsys: 98002524
- Biblioteca Nacional de España: XX1297965
- Bibliothèque nationale de France: cb14039117h (data)
- Gemeinsame Normdatei: 140242627
- International Standard Name Identifier: 0000 0001 1652 1423
- Library of Congress Control Number: n88100724
- Nationale Bibliotheek van Tsjechië: xx0156085
- Nationale Bibliotheek van Israël: 987007435171005171
- SNAC: w6rz2n9z
- Système universitaire de documentation: 061793965
- Virtual International Authority File: 59284672
- WorldCat: E39PBJrGxrjycm6yDQgRTDv8md